# Leo Schrattenholz
Leo Schrattenholz né le 24 août 1872 à Londres et mort le 11 avril 1955 à Berlin, est un violoncelliste, pédagogue et compositeur allemand.

## Biographie
Fils du pianiste Max Schrattenholz, il étudie de 1891 à 1893 à l'École supérieure royale de musique à Berlin puis jusqu'en 1895 à l'école normale de composition de l'Académie de Berlin dirigée par Max Bruch. À partir de 1906, il enseigne la théorie musicale et la composition à l'Académie de musique. Parmi ses élèves se trouvent entre autres le compositeur japonais Saburō Moroi, le musicologue Curt Sachs, le chef de musique militaire et compositeur Hans Felix Husadel (en), le pianiste Siegfried Schultze, ainsi que le chef et compositeur Gerhard Schulz-Rothe.
Il joue en tant que violoncelliste et pianiste et travaille comme chef d'orchestre de l'« Association symphonique » (Symphonie-Vereins). Outre les œuvres de chambre, Schrattenholz compose un certain nombre de lieder dont Cinq poèmes de Hedwig von Olfers et Aus der Volksseele: eine Reihe toscanischer Volkslieder).